# Indian Wells Tennis Garden
El Indian Wells Tennis Garden es una instalación de tenis en Indian Wells, cerca de Palm Springs, California, en el Valle de Coachella. El Estadio 1, con capacidad para 16.100 personas, es el estadio más grande de este complejo y el segundo estadio de tenis al aire libre más grande del mundo (después del Estadio Arthur Ashe de Nueva York en el US Open). En él se organiza el Masters de Indian Wells (anteriormente conocido como el "Pacific Life Open"), un evento conjunto tanto del ATP Tour masculino como del WTA Tour femenino, que constituye el quinto torneo más grande del mundo, que se celebra cada año en el mes de marzo. El Indian Wells Tennis Garden también alberga eventos de la Asociación de Tenis de los Estados Unidos para jóvenes y adultos durante todo el año. Además de estos grandes eventos, durante la semana los miembros pueden usar las canchas para juegos recreativos, y el Tennis Garden organiza partidos para las personas que quieren jugar. Además, el lugar ofrece clínicas y hay profesionales en el personal disponibles por una tarifa.
La instalación de $77 millones se construyó en marzo de 2000 y fue diseñada por Rossetti Associates Architects. Fue el resultado del ex no. 1 jugador estadounidense, presidente del torneo y propietario del BNP Paribas Open, Charlie Pasarell, asociado con Raymond Moore, para recaudar de forma privada el dinero para financiar los $77 millones desarrollo. Fue financiado por IMG, dirigido por Bob Kain. Cuando Pasarell y sus socios compraron por primera vez 88 acres de arena en medio del Valle de Coachella, muchos dudaron de su capacidad para atraer a la gente, ya que todos los demás torneos importantes se encuentran en grandes áreas metropolitanas, como París, Londres, la ciudad de Nueva York y Melbourne. Sin embargo, los propietarios posteriores han compartido y construido sobre la visión de Pasarell para el centro.
En 2006, el Indian Wells Tennis Garden fue comprado por un grupo de inversores privados, incluidos los propietarios de Tennis Magazine, George Mackin y Bob Miller, Pete Sampras, Chris Evert, Billie Jean King, Greg Norman, Charlie Pasarell y Raymond Moore. En diciembre de 2009, Larry Ellison, cofundador y director ejecutivo de Oracle Corporation, se convirtió en propietario tanto del Indian Wells Tennis Garden como del BNP Paribas Open. Como entusiasta del tenis desde hace mucho tiempo, Ellison invierte continuamente en mejorar las instalaciones, incluido un nuevo Estadio 2 permanente con 8,000 asientos, dos estructuras con sombra de 19,000 pies cuadrados, 29 canchas de clase mundial, 23 canchas iluminadas, vestidores mejorados y gimnasio áreas, una sala de prensa de 108 asientos y 18 cabinas de transmisión, ocho acres de espacio de exposición al aire libre y 54 acres de estacionamiento al aire libre.
En total, el Tennis Garden contiene 29 canchas de tenis, incluido un Estadio 1 de 16,100 asientos, 9 canchas de partidos y 6 canchas de práctica. El Estadio 1 es el segundo estadio específico de tenis más grande del mundo.

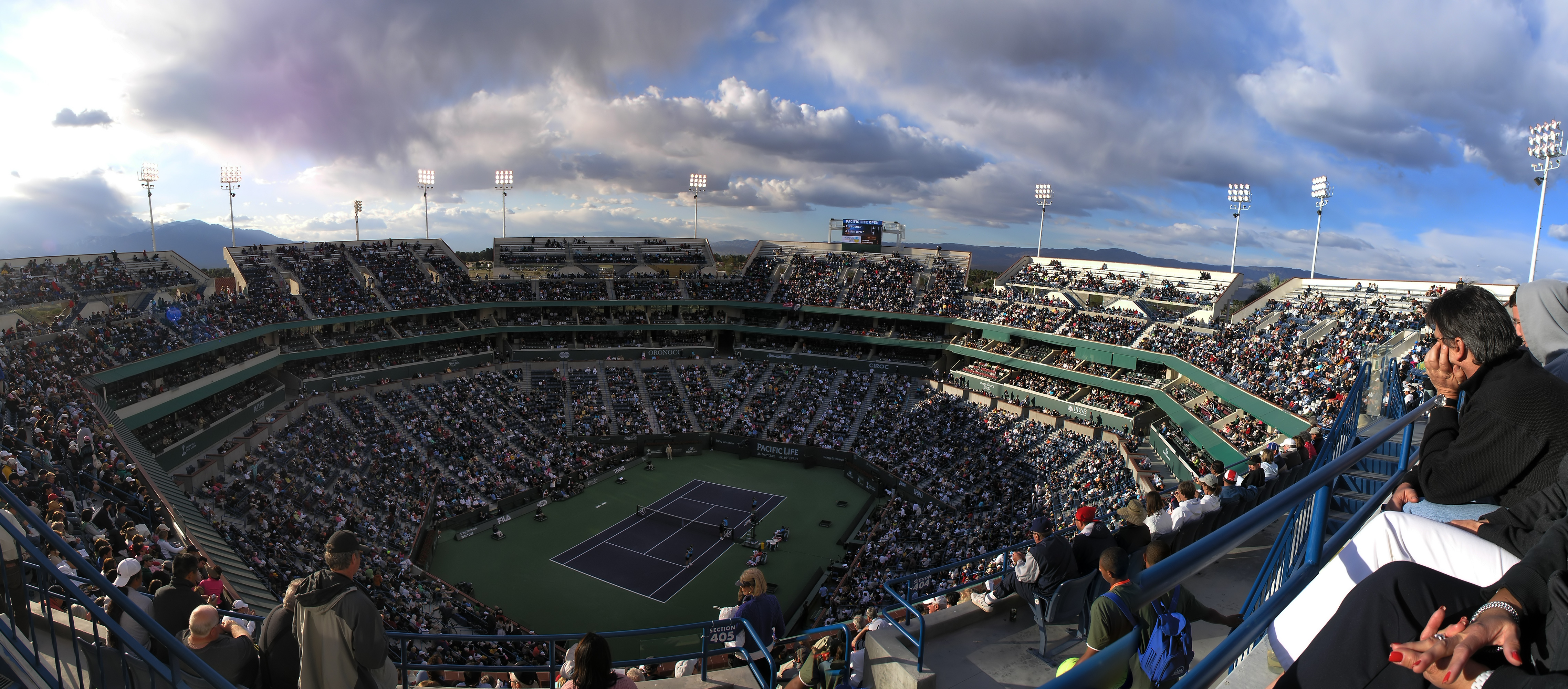
El Estadio 1 durante el partido vespertino de Roger Federer en 2008.

Además de tenis, el lugar ha albergado conciertos de artistas como The Eagles, The Who, Tom Petty, Andrea Bocelli y RBD. La NBA ha jugado tres partidos de exhibición de pretemporada en Indian Wells, con todos estos eventos involucrando a los Phoenix Suns. El primer juego contó con los Suns contra los Denver Nuggets el 11 de octubre de 2008; el primer juego al aire libre de la NBA desde septiembre de 1972. El 10 de octubre de 2009, los Suns jugaron contra los Golden State Warriors y el 9 de octubre de 2010, el juego contó con los Suns y los Dallas Mavericks.

## Masters de Indian Wells
El Masters de Indian Wells, también conocido por su nombre actualmente patrocinado BNP Paribas Open, se lleva a cabo en el Indian Wells Tennis Garden desde 2009. Anteriormente, fue sede del Pacific Life Open. El torneo se lleva a cabo anualmente en el Indian Wells Tennis Garden en la segunda semana de marzo. El torneo es un ATP Masters 1000 perteneciente al ATP Tour y un WTA 1000 del WTA Tour. El torneo también ayuda a organizaciones benéficas locales con donaciones, y las propias estrellas del tenis a veces ayudan.

## Expansión

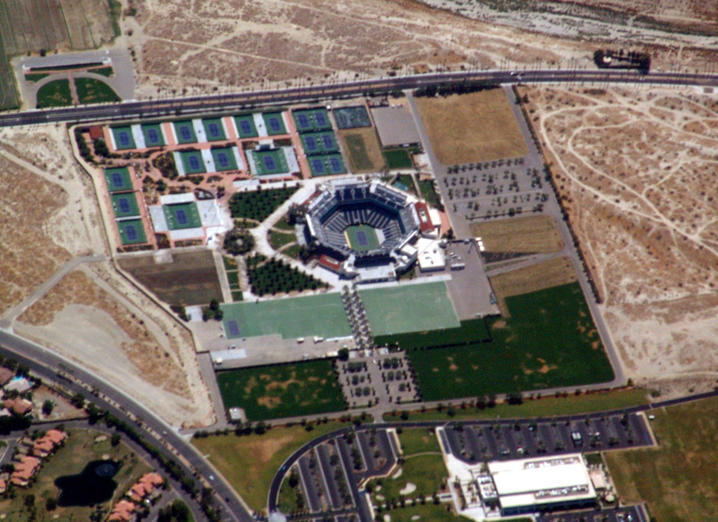
Esta es la imagen de la gran expansión de la cancha de juego del torneo.

Después de la conclusión del BNP Paribas Open 2013, el Tennis Garden experimentó una expansión, que incluyó un nuevo Estadio 2 permanente con una capacidad de 8,000 y que contiene tres nuevos restaurantes con vista a la cancha, un nuevo Tennis Garden Village (18,000 pies), y asientos adicionales en las canchas exteriores y de práctica. Una gran entrada a los campos de tenis en Washington Street, con una nueva taquilla y 2000 lugares de estacionamiento pavimentados adicionales. Se agregaron numerosos muros de video en todo el Tennis Garden con nuevas torres de información. La expansión se completó con el inicio del BNP Paribas Open 2014. La renovación del centro de tenis también incluyó un color de cancha interior "Pro Purple" creado específicamente para la ATP Masters Series y utilizado por primera vez en Indian Wells, citando que el color púrpura es 180 grados opuesto al amarillo de la pelota.